# Octochaetus ravus
Octochaetus ravus är en ringmaskart som beskrevs av Lee 1959. Octochaetus ravus ingår i släktet Octochaetus och familjen Acanthodrilidae. Inga underarter finns listade i Catalogue of Life.